# United Airlines Tournament of Champions 1982
United Airlines Tournament of Champions 1982 — жіночий тенісний турнір, що проходив на відкритих кортах з твердим покриттям Grenelefe Golf & Tennis Resort у Гейнс-Сіті (США). Належав до турнірів 7-ї категорії Toyota International Series в рамках Туру WTA 1982. Відбувсь утретє і тривав з 26 квітня до 2 травня 1982 року. Перша сіяна Мартіна Навратілова здобула свій третій підряд титул на цьому турнірі й отримала за це 50 тис. доларів США.

## Фінальна частина

### Одиночний розряд
Мартіна Навратілова —  Венді Тернбулл 6–2, 7–5
- Для Навратілової це був 7-й титул в одиночному розряді за сезон і 62-й — за кар'єру.

### Парний розряд
Розмарі Касалс /  Венді Тернбулл —  Кеті Джордан /  Енн Сміт 6–3, 6–3

## Розподіл призових грошей
| Дисципліна       | П       | F       | ПФ      | ЧФ     | 1/8    | 1/16   |
| Одиночний розряд | $50,000 | $25,000 | $12,000 | $6,000 | $3,000 | $1,500 |

## Нотатки
1. ↑  Турніри з призовим фондом принаймні 200 тис. доларів